# Уйгуры в США
Уйгуры США (уйг. ئامېرىكىدىكى ئۇيغۇرلار‎, англ. Uyghurs in the USA) — уйгурское население США, состоящее преимущественно из беженцев из Китая.

## История
История уйгуров в Соединенных Штатах восходит к 1960-м годам, когда туда прибыло небольшое количество иммигрантов. В конце XX века, после серии синьцзянских конфликтов, еще миллионы уйгуров бежали из Синьцзяна в Казахстан, Турцию, Европу, Канаду, Австралию, Новую Зеландию и другие страны и места.
По оценке 2010 года, уйгурское население в Соединенных Штатах составляет более 8000 человек, однако Американская ассоциация уйгуров заявила, что больше людей переехало в Соединенные Штаты в 2010-х годах из-за подавления беспорядков в Урумчи в июле 2009 года в Китае. По оценкам Американской ассоциации уйгуров, на 2022 год в Соединенных Штатах проживает около 10 000 уйгуров, а по оценкам правительства Восточного Туркестана в изгнании, в Соединенных Штатах проживает от 10 000 до 15 000 уйгуров.
Считается, что несколько тысяч уйгуров проживают в районе Вашингтона (округ Колумбия), где проживает самое большое уйгурское население в Соединенных Штатах. Есть также небольшие группы уйгуров в Лос-Анджелесе, Нью-Йорке, Сан-Франциско и Хьюстоне.
В 2019 году сообщалось, что китайское правительство преследовало уйгуров в Соединенных Штатах в попытке контролировать речь и действия американцев уйгурского происхождения. Раздел 8 Закона о политике в области прав человека уйгуров от 2020 года требует отчета об «усилиях по защите граждан и резидентов Соединенных Штатов, включая этнических уйгуров и граждан Китая, легально обучающихся или временно работающих в Соединенных Штатах, которые подверглись преследованиям или запугиванию в Соединенных Штатах со стороны должностных лиц или агентов правительства Китайской Народной Республики», который должен быть подготовлен в течение 90 дней.

## Организации
Как и у других этнических групп в Соединенных Штатах, у американцев уйгурского происхождения также есть несколько организаций. Наиболее известные организации:
- Уйгурская американская ассоциация[5], правозащитная организация в городе Вашингтон, которая была создана в 1998 году группой уйгурских зарубежных активистов для повышения осведомленности общественности об уйгурском народе.
- Движение национального пробуждения Восточного Туркестана, молодежная организация, созданная уйгурским аспирантом Салихом Худаяром в 2017 году[6] .
- Правительство Восточного Туркестана в изгнании, созданное уйгурским активистом Анваром Юсуфом Турани в 2004 году.

## Известные личности
- Рушан Аббас[англ.], активистка и вице-президент Американской ассоциации уйгуров
- Гулчехра Ходжа[англ.], журналистка Радио Свободная Азия
- Шохрет Хошур[англ.], журналист Радио Свободная Азия
- Салих Худаяр[англ.], нынешний премьер-министр правительства Восточного Туркестана в изгнании
- Эльнигар Ильтебир[англ.], директор Совета национальной безопасности США по Китаю
- Ребия Кадир, бывший президент Всемирного уйгурского конгресса (резидент США)
- Гулимина Махамути[англ.], пианистка
- Шухрат Миталипов[англ.], исследователь стволовых клеток
- Майя Миталипова, работница Института биомедицинских исследований Уайтхеда при Массачусетском технологическом институте[7]
- Анвар Юсуф Турани, политический деятель
- Нури Туркель[англ.], комиссар Комиссии США по международной религиозной свободе
- Михригуль Турсун[англ.], бывшая узница лагерей перевоспитания Синьцзяна